# Formanoir de Palteau

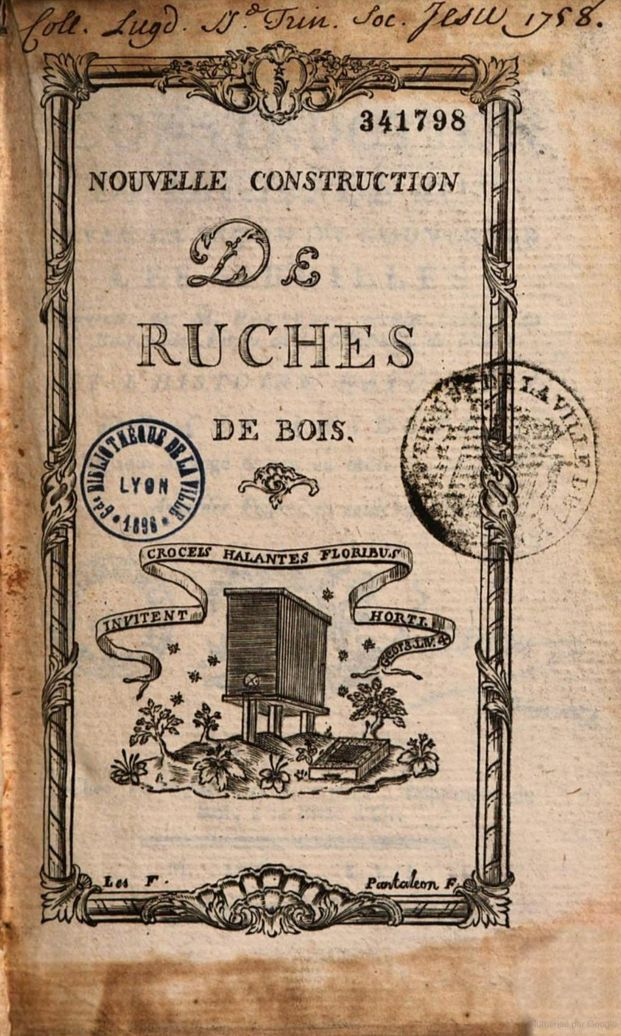
PALTEAU, Guillaume Louis Formanoir de. Nouvelle construction de ruches de bois avec la façon d'y gouverner les abeilles, inventée par M. Palteau

Guillaume-Louis  Formanoir de Palteau est un agronome et apiculteur français.

## Biographie
Il est né en 1712 au château de Palteau près de Sens. Membre de la Société d'agriculture de Paris, au bureau de Sens, il est l'auteur d'un traité d'apiculture.

## Publications
- Nouvelle construction de ruches en bois, avec la façon d'y gouverner les abeilles, inventée par M. Palteau,... et l'histoire naturelle de ces insectes, le tout arrangé et mis en ordre par M***, Metz : J. Collignon, 1756, in-8°, xxix-424 p. ; Metz : J. Collignon, 1773, in-8°, xxix-424 p. ; Paris : Lacombe, 1777, in-16, xxix-424 p.  ; traduit en allemand : Sächsischer Bienenvater : oder des Herrn Palteau von Metz neue Bauart hölzerner Bienenstöcke, nebst der Kunst, die Bienen zu warten, und einer Naturgeschichte dieser Insekten, Leipzig und Zittau : A. J. Spiekermann, 1766, in-8°, 752-24 p.
- Observations et expériences sur diverses parties de l’Agriculture, La Haye et Paris, chez la Ve d’Houry, et Sens, 1768, in-8°, VI-82 p.